# دره بادام
دره بادام، روستایی از توابع بخش چگنی شهرستان دوره در استان لرستان ایران است.
وحید امیری بازیکن پرسپولیس و تیم ملی فوتبال ایران اهل این روستا است.

## جمعیت
این روستا در دهستان دوره قرار دارد و براساس سرشماری مرکز آمار ایران در سال ۱۳۸۵، جمعیت آن ۵۸۴ نفر (۱۳۳خانوار) بوده‌است.